# Jewsiej Wajnrub
Jewsiej Grigorjewicz Wajnrub (ros. Евсей Григорьевич Вайнруб, ur. 2 maja?/15 maja 1909 w Borysowie, zm. 20 marca 2003 w Aszdodzie) – radziecki wojskowy, pułkownik, Bohater Związku Radzieckiego (1945).

## Życiorys
Urodził się w żydowskiej rodzinie robotniczej, był bratem Matwieja. W 1931 ukończył Moskiewski Instytut Industrialny, pracował w zakładzie leśniczym w obwodzie archangielskim, w 1937 został członkiem WKP(b) i rozpoczął służbę w Armii Czerwonej. W 1942 ukończył Akademię Wojskową im. Frunzego, a w 1944 kursy doskonalenia kadry dowódczej, w maju 1941 został szefem wydziału operacyjnego sztabu 150 Dywizji Pancernej w Charkowie. Od czerwca 1941 walczył w wojnie z Niemcami, na początku 1942 został dowódcą 205 Samodzielnej Brygady Pancernej Zabajkalskiego Okręgu Wojskowego, od sierpnia do 27 grudnia 1944 dowodził 34 pułkiem pancernym 8 Armii Gwardii 1 Frontu Białoruskiego, następnie 219 Brygadą Pancerną 1 Korpusu Zmechanizowanego 2 Pancernej Armii Gwardii 1 Frontu Białoruskiego w stopniu podpułkownika. W styczniu-lutym 1945 brał udział w operacji wiślańsko-odrzańskiej, 19 stycznia 1945 wyróżnił się podczas wyzwalania Kutna w ramach operacji warszawsko-poznańskiej, później uczestniczył w operacji berlińskiej. W 1950 ukończył akademickie kursy doskonalenia kadry oficerskiej, w 1955 zakończył służbę wojskową. Mieszkał i pracował w Mińsku jako główny mechanik Ministerstwa Przemysłu Leśnego Białoruskiej SRR i starszy inżynier-konstruktor fabryki samochodów. W styczniu 1995 wyemigrował do Izraela. Był honorowym obywatelem Borysowa. Zmarł i został pochowany w Aszdodzie. 23 października 2003 w Aszdodzie ustawiono poświęcony mu kamień pamiątkowy; w maju 2003 odsłonięto pomnik braci Wajnrubów (imieniem braci w 2004 nazwano jedną z ulic w Borysowie).

## Odznaczenia
- Złota Gwiazda Bohatera Związku Radzieckiego (6 kwietnia 1945)
- Order Lenina (6 kwietnia 1945)
- Order Czerwonego Sztandaru (dwukrotnie)
- Order Kutuzowa II klasy
- Order Wojny Ojczyźnianej I klasy
- Order Czerwonej Gwiazdy
- Medal „Za zasługi bojowe”
- Medal „Za zwycięstwo nad Niemcami w Wielkiej Wojnie Ojczyźnianej 1941–1945”
- Medal „Za wyzwolenie Warszawy”
- Medal „Za zdobycie Berlina”
- Medal „Weteran pracy”